# Švajncer
Švajncer je priimek več znanih Slovencev:
- Janez Švajncer (1920—2007), pisatelj, publicist, urednik in prevajalec
- Janez J. Švajncer (*1948), novinar, publicist, pisatelj, vojaški zgodovinar in muzealec, brigadir SV
- Marija Švajncer (1922—2020), kulturna novinarka, publicistka (Mb)
- Marija Švajncer (*1949), filozofinja etičarka, pesnica, pisateljica, prof. UM
- Mateja Švajncer, filologinja, bibliotekarka
- Damijan Švajncer Butinar, strojnik